# موز اگزوتیکا
موز اگزوتیکا (نام علمی: Musa exotica) نام یک گونه از سرده موز است که متعلق به تیره میوزیشی می‌باشد.